# A tökéletes párosítás
A tökéletes párosítás (eredeti cím: A Perfect Pairing) 2022-ben bemutatott amerikai romantikus filmvígjáték, amelyet Stuart McDonald rendezett. A főbb szerepekben Victoria Justice, Adam Demos, Luca Asta Sardelis, Samantha Tolj, Craig Horner és Antonio Alvarez látható.
Amerikában és Magyarországon 2022. május 19-én mutatták be a Netflixen.

## Cselekmény
A Los Angelesben élő Lola úgy érzi, hogy a Mythosnál dolgozó főnöke, Calder nem értékeli eléggé az ötleteit. Egy séf, aki tud a csalódottságáról, megismerteti vele egy ausztrál cég kevéssé ismert borát, amely még nem vált nemzetközivé. Lola titokban mesél munkatársának, Audrának a Vaughn borászatról, aki aztán Lola háta mögött beajánlja őket a főnöküknek. Így hát saját céget alapít, és Ausztráliába repül, hogy megszerezze a potenciális ügyfelet.
Kezdetben bejelentkezik az AirBNB szállásukra, Lola azonnal megpróbálja befűzni Hazelt, aki gyorsan elutasítja. Mikor felfedezi, hogy hiányzik egy bérmunkás, önként jelentkezik az ügyfél birkafarmján dolgozni az állomásfőnök Max alatt, hogy bebizonyítsa a bátorságát. A kétkezi munkába vetve Lolát a munkatársai elkísérik, ő pedig túlzásba viszi a túl hosszú zuhanyzást. Megtanul kerítést javítani, nem keveri össze a másként megjelölt birkákat, trágyaszórót rakodni, de öt nap után feladja.
Max teherautója lerobban a városba menet. A farmra visszatérve Max azt mondja Lolának, hogy nem szabad feladnia. Mivel a lánynak van egy éjszakája, hogy átgondolja a dolgot, a farm matriarchájáról szóló könyvből merít ihletet. Lola megjavítja a melegvíz-bojlert, és fokozatosan elnyeri bérlőtársai bizalmát. Lola végül részt vesz a "kezek" esti összejövetelén, és megmutatja, hogy jó énekhangja van. Egy nap után végre segít a nyírásnál, este pedig Max meghívja a család medencéjébe. Később egy biliárdozás közben megbeszélik Hazellel Lola ajánlatát, hogy exportáljon a cégével, és kiderül, hogy Max Hazel bátyja.
Lola és Max meglátogatják a Vaughn szőlőbirtokot, majd ott éjszakáznak. Egy közös túra és kerítésjavítás után aznap este végre kimutatják egymásnak az érzéseiket. Másnap reggel Max elárulja a titkot, hogy ő egy Vaughn, a nővére csendes társa, ami felzaklatja Lolát. Elárulva érzi magát, visszatér a birkafarmra, és felfedezi egykori főnökét és Audrát, amint Hazellel tárgyalnak arról, hogy szerződést írjanak alá a Vaughn borok amerikai importjáról. Calder megpróbálja visszacsábítani a lányt, de ő hajthatatlan.
Hónapokkal később Lola újra Kaliforniában van, és ismét Audrával dolgozik együtt apró borforgalmazó cégénél. Max megjelenik Lola borkiállításának standjánál, kinyilvánítja érzéseit, és azt, hogy a borászata Calder cégét dobta az övé helyett, és hogy a nővel akar lenni. Kibékülnek, és visszatérnek Ausztráliába, hogy megünnepeljék Sam esküvőjét.

## Szereplők
| Szerep         | Színész            | Magyar hang     |
| -------------- | ------------------ | --------------- |
| Lola Alvarez   | Victoria Justice   | Pánics Lilla    |
| Max Vaughn     | Adam Demos         | Horváth Illés   |
| Breeze         | Luca Asta Sardelis | Mentes Júlia    |
| Calder         | Craig Horner       | Dányi Krisztián |
| Carlos Alvarez | Antonio Alvarez    | Harmath Imre    |
| Audra          | Lucy Durack        | Kereki Anna     |
| Sam            | Emily Havea        | Ungvári Gergely |
| Kylie          | Natalie Abbott     | Lamboni Anna    |
| Henry          | Jayden Popik       | Bogdán Gergő    |
| Hazel Vaughn   | Samantha Tolj      | Vadász Bea      |

### Magyar változat
- Magyar szöveg: Barabás Orsolya
- Hangmérnök: Hollósi Péter
- Vágó; Wünsch Attila
- Gyártásvezető: Gémesi Krisztina
- Szinkronrendező: Kemendi Balázs
- Produkciós vezető: Fekete Márk

A szinkront a Direct Dub Studios készítette el.

## A film készítése
A filmet Queenslandben forgatták, és a Hoodlum Entertainment gyártotta a Screen Australia-val együttműködésben. A producerek a stáblistán elismerik a jugambeh nyelvterület kombumerri népét, ahol a filmet forgatták. A forgatókönyvírók, Hilary Galanoy és Elizabeth Hackett már korábban is dolgoztak együtt.